# Geophilus debilis
Geophilus debilis är en mångfotingart som beskrevs av Henri W. Brölemann 1930. Geophilus debilis ingår i släktet Geophilus och familjen storjordkrypare.
Artens utbredningsområde är Frankrike. Inga underarter finns listade i Catalogue of Life.